# Brachygluta helferi
Brachygluta helferi é uma espécie de insetos coleópteros polífagos pertencente à família Staphylinidae.
A autoridade científica da espécie é Schmidt-Goebel, tendo sido descrita no ano de 1836.
Trata-se de uma espécie presente no território português.